# KS Большого Пса
KS Большого Пса (лат. KS Canis Majoris), HD 49699 — одиночная переменная звезда в созвездии Большого Пса на расстоянии приблизительно 1786 световых лет (около 548 парсеков) от Солнца. Видимая звёздная величина звезды — от +7,37m до +7,25m.

## Характеристики
KS Большого Пса — бело-голубая пульсирующая переменная Be-звезда (BE) спектрального класса B5:ne.